# Ramy (serial telewizyjny)
Ramy – amerykański internetowy serial telewizyjny (komedia) wyprodukowany przez A24 Television oraz Foxera, którego twórcami są Ramy Youssef, Ari Katcher i Ryan Welch. Serial jest udostępniany od 19 kwietnia 2019 roku przez Hulu.
Fabuła serialu opowiada o Ramym Hassanie, muzułmaninie mieszkającym w New Jersey, który bada i poznaje inne religie.

## Obsada
- Ramy Youssef jako Ramy Hassan
- Mohammed Amer jako Mo
- Dave Merheje jako Ahmed
- Stephen Way jako Stevie
- Hiam Abbass jako Maysa Hassan
- May Calamawy jako Dena Hassan
- Amr Waked jako Farouk Hassan
- Laith Nakli jako Uncle Naseem
- Poorna Jagannathan jako Salma
- Rosaline Elbay jako Amani
- Shadi Alfons jako Shadi
- Kate Miller jako Vivian

## Odcinki
| Sezon | Odcinki | Oryginalna emisja w Hulu | Oryginalna emisja w Hulu |
| Sezon | Odcinki | Premiera sezonu          | Finał sezonu             |
| ----- | ------- | ------------------------ | ------------------------ |
| 1     | 10      | 19 kwietnia 2019         | 19 kwietnia 2019         |
| 2     | 10      | 29 maja 2020             | 29 maja 2020             |
| 3     | 10      | 30 września 2022         | 30 września 2022         |

### Sezon 1 (2019)
| Nr | #  | Tytuł                     | Reżyseria          | Scenariusz                              | Premiera w Hulu  |
| -- | -- | ------------------------- | ------------------ | --------------------------------------- | ---------------- |
| 1  | 1  | Between the Toes          | Harry Bradbeer     | Ari Katcher & Ryan Welch & Ramy Youssef | 19 kwietnia 2019 |
| 2  | 2  | Princess Diana            | Christopher Storer | Leah Nanako Winkler                     | 19 kwietnia 2019 |
| 3  | 3  | A Black Spot on the Heart | Christopher Storer | Minhal Baig                             | 19 kwietnia 2019 |
| 4  | 4  | Strawberries              | Ramy Youssef       | Ramy Youssef                            | 19 kwietnia 2019 |
| 5  | 5  | Do the Ramadan            | Christopher Storer | Sahar Jahani                            | 19 kwietnia 2019 |
| 6  | 6  | Refugees                  | Cherien Dabis      | Bridget Bedard                          | 19 kwietnia 2019 |
| 7  | 7  | Ne Me Quitte Pas          | Cherien Dabis      | Bridget Bedard                          | 19 kwietnia 2019 |
| 8  | 8  | Saving Mikaela            | Cherien Dabis      | Ryan Welch                              | 19 kwietnia 2019 |
| 9  | 9  | Dude, Where’s My Country? | Cherien Dabis      | Ramy Youssef                            | 19 kwietnia 2019 |
| 10 | 10 | Cairo Cowboy              | Jehane Noujaim     | Ramy Youssef                            | 19 kwietnia 2019 |

## Produkcja
2 maja 2018 roku Hula ogłosiła zamówienie pierwszego sezonu serialu.
1 maja 2019 roku, platforma Hulu zamówiła drugi sezon.